# IC 3721
IC 3721 = IC 3725 ist eine Spiralgalaxie vom Hubble-Typ S? im Sternbild Haar der Berenike. Sie ist schätzungsweise 294 Millionen Lichtjahre von der Milchstraße entfernt.
Das Objekt wurde am 27. Januar 1904 von Max Wolf entdeckt.